# As the Love Continues
As the Love Continues – dziesiąty album studyjny szkockiego zespołu Mogwai. Został wydany 19 lutego 2021 roku jednocześnie w Wielkiej Brytanii i w Europie oraz w USA i Kanadzie jako podwójny LP i digital download.
Jest pierwszym albumem zespołu, który dotarł do 1. miejsca na liście przebojów, zajmując je jednocześnie na trzech listach brytyjskich.
W lipcu 2021 roku album został zgłoszony (obok albumów nr 1 Wolf Alice i Celeste) do nagrody Mercury Prize 2021.
Zdobył nagrodę Szkockiego Albumu Roku (Scottish Album of the Year Award).

## Historia albumu
Swój dziesiąty album Mogwai zrealizował we współpracy ze swoim długoletnim współpracownikiem, Dave’em Fridmannem, który był producentem ich wczesnych albumów, Come On Die Young (z 1999 roku) i Rock Action (z 2001 roku) oraz przedostatniego, Every Country’s Sun (z 2017 roku). Do współpracy zostali zaproszeni również Atticus Ross i Kirk Hellie (zagrali w „Midnight Flit”) oraz Colin Stetson (zagrał na saksofonie w „Pat Stains”). Album był nagrywany w Worcestershire w Wielkiej Brytanii, ale jego produkcja miała miejsce, z uwagi na pandemię COVID-19, w Stanach Zjednoczonych. Ukazanie się albumu na rynku zwiastował teledysk do singla „Dry Fantasy”. Album ukazał się 19 lutego 2021 roku, dokładnie w 25. rocznicę debiutanckiego singla zespołu, „Tuner”/„Lower”.

## Wydania i sprzedaż
Album ukazał się w kilku wersjach; w przedsprzedaży dostępny był dostępny jako box set (w którym znalazł się CD i kolorowy winylowy podwójny LP), pojedynczy LP z utworami demo albumu na żywo oraz książeczką ze zdjęciami. Ukazał się również w wersji digital download (11 plików AIFF).
As the Love Continues był najlepiej sprzedającą się płytą winylową tygodnia i najlepiej sprzedającym się albumem w niezależnych sklepach płytowych. Frontman zespołu, Stuart Braithwaite (jednocześnie szef wytwórni Rock Action Records), powiedział, iż zespół upewnił się, że są odpowiednie zapasy albumu w sklepach brytyjskich przed Bożym Narodzeniem, aby uniknąć wszelkich utrudnień po brexicie; przygotował również stworzył ekskluzywną pomarańczową edycję winylową, sprzedawaną w sklepie Monorail w Glasgow.

Jesteśmy bardzo dumni z tego, co robimy, ale tworzymy muzykę od ponad 25 lat i byliśmy szczęśliwi, że pozostaliśmy tam, gdzie jesteśmy. Nie mieliśmy żadnych planów ekspansji.

## Lista utworów

### Podwójny LP[1]
| 1. | To The Bin My Friend, Tonight We Vacate Earth |  |
|    |                                               |  |
| 2. | Here We, Here We, Here We Go Forever          |  |
|    |                                               |  |
| 3. | Dry Fantasy                                   |  |
|    |                                               |  |

| 1. | Ritchie Sacramento |  |
|    |                    |  |
| 2. | Drive The Nail     |  |
|    |                    |  |
| 3. | Fuck Off Money     |  |
|    |                    |  |

| 1. | Ceiling Granny |  |
|    |                |  |
| 2. | Midnight Flit  |  |
|    |                |  |
| 3. | Pat Stains     |  |
|    |                |  |

| 1. | Supposedly, We Were Nightmares |  |
|    |                                |  |
| 2. | It's What I Want To Do Mum     |  |
|    |                                |  |

| 1.  | To The Bin My Friend, Tonight We Vacate Earth | 5:09    |
|     |                                               |         |
| 2.  | Here We, Here We, Here We Go Forever          | 4:45    |
|     |                                               |         |
| 3.  | Dry Fantasy                                   | 5:10    |
|     |                                               |         |
| 4.  | Ritchie Sacramento                            | 4:12    |
|     |                                               |         |
| 5.  | Drive The Nail                                | 7:14    |
|     |                                               |         |
| 6.  | Fuck Off Money                                | 5:53    |
|     |                                               |         |
| 7.  | Ceiling Granny                                | 3:58    |
|     |                                               |         |
| 8.  | Midnight Flit                                 | 6:08    |
|     |                                               |         |
| 9.  | Pat Stains                                    | 6:55    |
|     |                                               |         |
| 10. | Supposedly, We Were Nightmares                | 4:36    |
|     |                                               |         |
| 11. | It's What I Want To Do, Mum                   | 7:23    |
|     |                                               |         |
|     |                                               | 1:01:23 |
|     |                                               |         |

## Odbiór

### Opinie krytyków
| Oceny łączne              | Oceny łączne |
| Publikacja                | Ocena        |
| ------------------------- | ------------ |
| Album of the Year         | 79/100       |
| AnyDecentMusic?           | 8.0/10       |
| Metacritic                | 83/100       |
| Recenzje                  |              |
| Publikacja                | Ocena        |
| AllMusic                  | [ 10 ]       |
| The Arts Desk             | [ 11 ]       |
| Beats Per Minute          | 80%          |
| Clash                     | 9/10         |
| Classic Rock              | [ 14 ]       |
| DIY                       | [ 15 ]       |
| Exclaim!                  | 8/10         |
| Gigwise                   | [ 17 ]       |
| The Guardian              | [ 18 ]       |
| laut.de                   | [ 19 ]       |
| The Line of Best Fit      | 6/10         |
| Loud And Quiet            | 8/10         |
| Louder Than War           | 9/10         |
| musicOMH                  | [ 23 ]       |
| The Needle Drop           | 6/10         |
| NME                       | [ 25 ]       |
| Northern Transmissions    | 8/10         |
| Pitchfork                 | 6.9/10       |
| PopMatters                | 8/10         |
| Record Collector          | [ 29 ]       |
| The Skinny                | [ 30 ]       |
| Spectrum Culture          | [ 31 ]       |
| Sputnikmusic              | 3.5/5        |
| The Sydney Morning Herald | [ 33 ]       |
| The Times                 | [ 34 ]       |
| Uncut                     | 9/10         |
| Under the Radar           | 8/10         |
| XS Noise                  | 8/10         |
| The Young Folks           | 4/10         |

Album uzyskał następujące średnie oceny w serwisach agregujących recenzje krytyczne: 79/100 na podstawie 30 recenzji krytycznych zebranych w Album of the Year, 8.0/10 na podstawie 24 recenzji w AnyDecentMusic? i 83/100 na podstawie 19 recenzji w Metacritic.
Według Davida Weavera z magazynu Clash As The Love Continues to album, na którym „Mogwai opanowuje zróżnicowany, dźwiękowy grunt, czerpiąc z wielu najciekawszych i najbardziej udanych szczytów swojej kreatywności z poprzednich albumów”. Recenzent wyróżnia szereg utworów podkreślając ich zróżnicowanie muzyczne i instrumentalne: To The Bin My Friend, Tonight We Vacate Earth, Dry Fantasy, Fuck Off Money, Midnight Flit (z udziałem Atticusa Rossa), Ceiling Granny, czy It's What I Want To Do, Mum, „który brzmi dokładnie tak, jakby zespół był razem od lat młodzieńczych i wciąż tworzył muzykę, którą jest podekscytowany i pełen energii”. Na koniec podsumowuje, iż „w ciągu 25 lat istnienia Mogwai stali się pewni siebie, zarówno swoich możliwości jak i ograniczeń, a As The Love Continues to Mogwai w najlepszym wydaniu i prawdopodobnie ich najbardziej spójna płyta od czasu Mr Beast z 2006 roku”.
Zdaniem Heather Phares z AllMusic w „każdym kolejnym utworze As the Love Continues Mogwai na nowo odkrywają dźwięki, których pionierami byli przez lata. Album, począwszy od tytułu, a skończywszy na cieple i bezpośredniości piosenek, nosi serce na rękawie. Piosenki mają w sobie taką ilość melodii i energii, że efekt końcowy jest bardzo satysfakcjonujący. As the Love Continues to kolejny szczyt w ich długiej i wpływowej karierze”.
Kevin Harley z magazynu Record Collector na przykładzie utworu Supposedly, We Were Nightmares analizuje wkład poszczególnych muzyków: perkusisty Martina Bullocha i basisty Doma Aitchisona, którzy „użyczają propulsywnego wsparcia dla strzelistych syntezatorów Barry’ego Burnsa i gitarowej brawury Braithwaite’a”. Podkreśla, iż wkład zaproszonych muzyków: Atticusa Rossa, „ozdabiającego pulsującymi syntezatorami Midnight Flit” oraz Colina Stetsona, „wnoszącego bogate kolory do Pat Stains”.
Wkład tych ostatnich zauważa również David Quantick z Classic Rock: „Z wkładem Atticusa Rossa z Nine Inch Nails i kompozytora/saksofonisty Colina Stetsona, widać na As The Love Continues podróż Mogwai w głąb dźwięku, postępującą w imponujący sposób, jako że utwory takie jak Here We, Here We, Here We Go Forever i błędnie nazwany Fuck Off Money stąpają po niewiarygodnie cienkiej linii pomiędzy zwiewnością a ciężarem”.
„Dziesiąty studyjny album ,As The Love Continues pokazuje, że Mogwai nadal trzymają się zasad stylistycznych, które były tak spójne przez całą ich karierę, ale także stosują je w coraz bardziej przemyślany i satysfakcjonujący sposób. Krótko mówiąc, są coraz lepsi w robieniu rzeczy, w których zawsze byli świetni”, zaś album „jest jednym z ich najlepszych, jednym z ich najmocniejszych i najbardziej spójnych oświadczeń do tej pory” – uważa Steven Johnson z magazynu musicOMH.
„As The Love Continues to solidne złote przypomnienie, że choć Mogwai może już nie są przyszłością, to zasługują na każdą uncję nieustającej miłości” – twierdzi Nick Soulsby z PopMatters życząc na koniec „Szczęśliwych 25 lat dla starego zespołu”.
Marty Sartini Garner z magazynu Pitchfork ma zastrzeżenia do długości utworów i całego albumu, uważając, iż powinien on być krótszy, ale podkreśla, że Mogwai „są zawsze bardziej interesujący jako maksymaliści, a ich album udowadnia, że stają się coraz bardziej pewni tego, jakie powinny być ich ambicje – i (…) kim są jako zespół. As the Love Continues przypomina o pustce wszystkich rzeczy i o tym, jak ważne jest odnalezienie sensu mimo wszystko. To hymn na cześć melancholii i uderzenie przeciwko nieskończonemu smutkowi”.
„As The Love Continues to album, który pięknie się otwiera, ale w drugiej połowie wypada blado” – ocenia Damian Jones z NME dodając: „z drugiej jednak strony, cała płyta o wiele lepiej sprawdza się na żywo – i będzie tak nadal, gdy Mogwai znów wyruszy w trasę.
Według Evana Lilly z The Line of Best Fit „nawet jeśli większość piosenek [albumu] wypada słabo, to jest kilka wyróżniających się, które pokazują, że nie stracili oni [Mogwai] całego swojego ognia. Głównym ratunkiem dla albumu są dwa pierwsze single: napędzany syntezatorami, pełen nadziei Dry Fantasy (…) i Ritchie Sacramento, główna atrakcja albumu”. Oba te utwory, zdaniem recenzenta, „pokazują ich [Mogwai] w ich najbardziej porywającym wydaniu, natomiast inne, takie jak Midnight Flit, wracają do punktu wyjścia.
Alex Klug z laut.de stwierdza, iż wszyscy kupią album by „z zachwytem przesunąć dłońmi po winylu, z zachwytem zedrzeć sticker naklejając go na własną okładkę, położyć płytę [na talerz], odłożyć ją na półkę i prawdopodobnie nigdy więcej jej nie wyjmować”.
„Pomimo tego, że ich [Mogwai] dyskografia rozwija się przez cztery dekady i eksperymentuje bardziej niż niemal każdy inny zespół na świecie, najnowsze dzieło Mogwai zawodzi zarówno eksperymentalnie, jak i muzycznie” – stwierdza Hunter Church z magazynu The Young Folks dajac albumowi 4 punkty z 10 z komentarzem: „As the Love Continues jest rozczarowującym wydawnictwem”. Zbliżoną opinię wyraża Anthony Fantano z The Needle Drop: „Mimo że As the Love Continues oferuje dość ogólny zarys kariery, jest to przeciętna pozycja w katalogu Mogwai”.

### Listy tygodniowe
| Kraj              | Lista                      | Pozycja |
| ----------------- | -------------------------- | ------- |
| Austria           | Austrian Charts            | 29      |
| Belgia            | Ultratop (Flandria)        | 5       |
| Belgia            | Ultratop (Walonia)         | 57      |
| Francja           | Les Charts                 | 59      |
| Hiszpania         | Spanish Charts             | 44      |
| Irlandia          | Irish Albums Chart         | 23      |
| Niemcy            | Offizielle Deutsche Charts | 3       |
| Stany Zjednoczone | Top Album Sales            | 9       |
| Stany Zjednoczone | Tastemakers                | 16      |
| Stany Zjednoczone | Vinyl Albums               | 13      |
| Szkocja           | Scottish Albums Chart      | 1       |
| Szwajcaria        | Schweizer Hitparade        | 5       |
| Szwecja           | Sverigetopplistan          | 6       |
| Wielka Brytania   | UK Albums Chart            | 1       |
| Wielka Brytania   | UK Independent Albums      | 1       |
| Włochy            | Italian Charts             | 78      |

### Klasyfikacje, wyróżnienia
| Miejsce | Lista                              | Publikacja        | Źródło |
| ------- | ---------------------------------- | ----------------- | ------ |
| 5       | Albums Of The Year: 2021           | Louder Than War   | [ 55 ] |
| 8       | God Is In The TV Albums of 2021    | God Is in the TV  | [ 56 ] |
| 8       | The Best Of 2021 – New Albums      | Record Collector  | [ 57 ] |
| 10      | Album Of The Year                  | Prog              | [ 58 ] |
| 11      | The 20 Best Albums of 2021         | XS Noise          | [ 59 ] |
| 12      | The 50 best albums of 2021         | Far Out Magazine  | [ 60 ] |
| 15      | Best New Albums Of 2021            | Uncut             | [ 61 ] |
| 17      | 51 Best Albums of 2021             | Gigwise           | [ 62 ] |
| 22      | Top 50 Albums Of 2021              | musicOMH          | [ 63 ] |
| 26      | The 50 best albums of 2021         | The Guardian      | [ 64 ] |
| 26      | The Best Of 2021                   | Mojo              | [ 65 ] |
| 39      | 2021 Music Year End List Aggregate | Album of the Year | [ 66 ] |
| 39      | The Best Albums Of 2021            | AnyDecentMusic?   | [ 67 ] |
| 47      | Top 100 Albums of 2021             | Under the Radar   | [ 68 ] |
| 49      | Albums Of The Year 2021            | Clash             | [ 69 ] |
| 75      | The 75 Best Albums of 2021         | PopMatters        | [ 70 ] |
| 90      | The 100 Best Albums of 2021        | Albumism          | [ 71 ] |
| 90      | Best Music and Albums for 2021     | Metacritic        | [ 72 ] |

Bez podanego miejsca:
- Best of 2021 AllMusic[73]